# Panamá nos Jogos Pan-Americanos de 2019
O Panamá competiu nos Jogos Pan-Americanos de 2019 em Lima, Peru, de 26 de julho a 11 de agosto de 2019.
Um total de 84 atletas (46 homens e 38 mulheres) foram nomeados para a equipe panamenha, compondo a maior delegação já enviada pelo país aos Jogos Pan-Americanos.
Em 5 de julho de 2019, o atleta Alonso Edward foi nomeado o porta-bandeira do país na cerimônia de abertura. Todavia, houve uma torca posterior para a atleta do taekwondo Carolena Carstens, já que Edward não estaria em Lima para a cerimônia de abertura.
O Panamá conquistou 4 medalhas nesta edição, ficando em 28º no quadro de medalhas. As quatro medalhas marcaram o maior número do país em uma edição dos jogos desde 1987.

## Atletas
Abaixo está a lista do número de atletas (por gênero) participando dos jogos por esporte/disciplina.
| Esporte              | Masculino | Feminino | Total |
| -------------------- | --------- | -------- | ----- |
| Badminton            | 1         | 1        | 2     |
| Boliche              | 2         | 0        | 2     |
| Boxe                 | 1         | 1        | 2     |
| Caratê               | 1         | 1        | 2     |
| Ciclismo             | 1         | 0        | 1     |
| Esgrima              | 0         | 1        | 1     |
| Futebol              | 18        | 18       | 36    |
| Golfe                | 2         | 1        | 3     |
| Judô                 | 2         | 2        | 4     |
| Levantamento de peso | 2         | 1        | 3     |
| Lutas                | 1         | 0        | 1     |
| Pentatlo moderno     | 1         | 0        | 1     |
| Taekwondo            | 0         | 1        | 1     |
| Tiro esportivo       | 5         | 0        | 5     |
| Triatlo              | 2         | 0        | 2     |
| Total                | 39        | 27       | 66    |

## Ciclismo

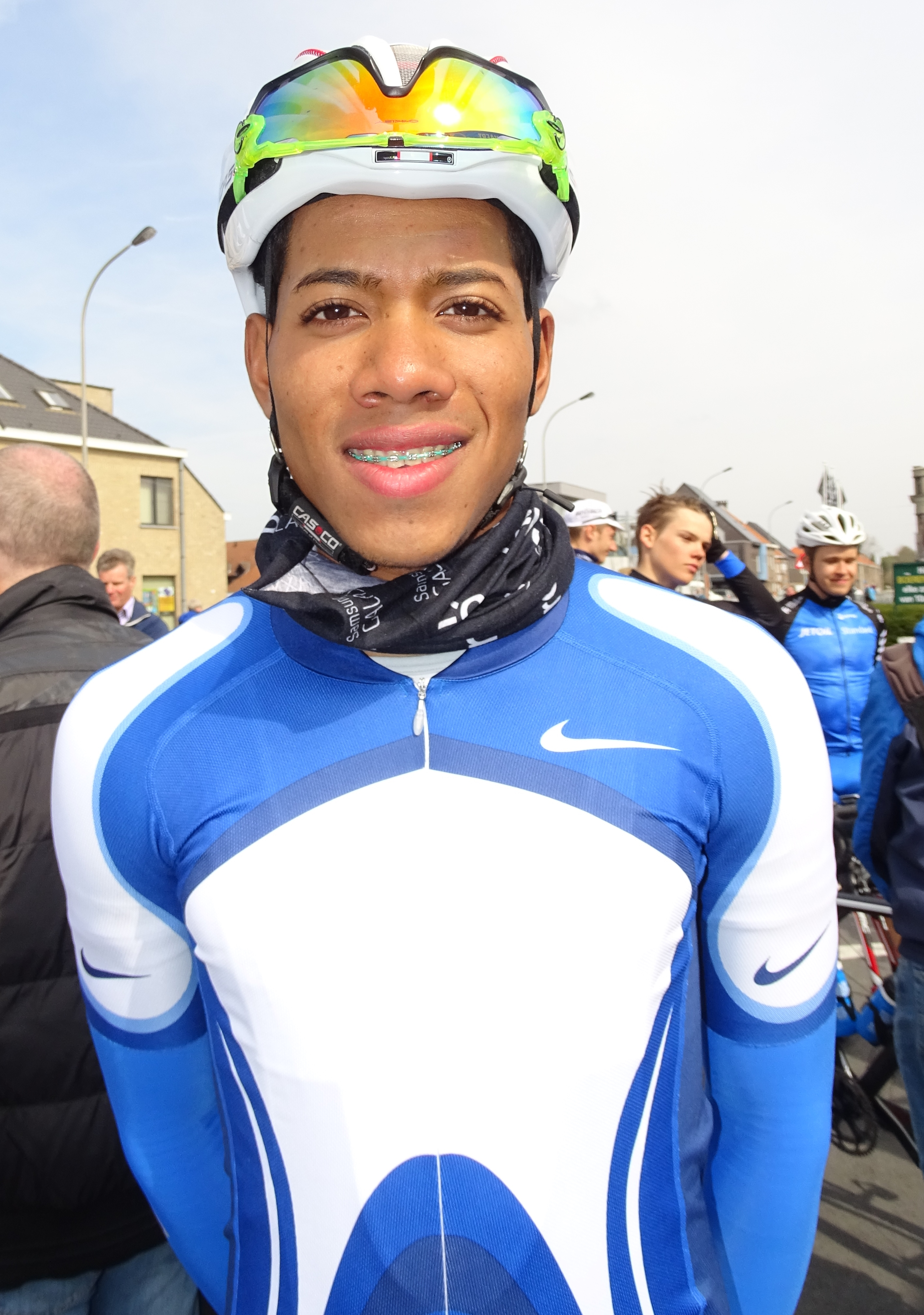
Christofer Jurado competiu em dois eventos de ciclismo de estrada